# Laurent Brochard
Laurent Brochard (Le Mans, Países del Loira; 26 de marzo de 1968) es un exciclista francés retirado que estuvo en activo durante 16 temporadas y que consiguió un total de 33 victorias como ciclista profesional.
En 1997 ganó una etapa del Tour de Francia y se convirtió en campeón del mundo en San Sebastián.
Brochard fue un corredor competitivo y comenzó el ciclismo competitivo a los 19 años. Comenzó su carrera con el equipo Castorama y finalmente, pasó a formar parte del equipo ciclista Festina. Su papel dentro de Festina fue de apoyo a las más conocidas estrellas dentro del equipo, como Richard Virenque o Laurent Dufaux, pero capaz de ser competitivo por sí mismo cuando se le da la oportunidad. Fue implicado en el escándalo Festina en 1998 en el Tour de Francia.
Después de terminar su suspensión, se enroló en el Ag2r Prévoyance como jefe de equipo y tuvo muchos éxitos en carreras tales como Critérium Internacional y Etoile de Béssèges. Más recientemente, se trasladó al equipo Bouygues Telecom.
Brochard es conocido por su peinado. Es un gran fan del cómic francés Marsupilami, a menudo se le ha visto llevar el logotipo de Marsupilami y sus prendas de vestir en las carreras.
El 16 de marzo de 2007, declaró que iba a votar a favor de Jean-Marie Le Pen en las elecciones presidenciales. 
Participó en tres ediciones de los Juegos Olímpicos: 1996, 2000 y 2004.

## Palmarés
| 1992 - 1 etapa del Tour del Mediterráneo 1993 - 1 etapa del Tour del Mediterráneo - 2.º en el Campeonato de Francia en Ruta 1994 - Tour de Haut-Var - Regio-Tour 1996 - Tour de Limousin, más 2 etapas - Polynormande - 2.º en el Campeonato de Francia Contrarreloj 1997 - 3 etapas del Midi Libre - 1 etapa del Tour de Francia - Campeonato del Mundo en Ruta 1998 - 1 etapa del Midi Libre 1999 - 1 etapa de la Vuelta a España 2000 - 1 etapa de la París-Niza - 1 etapa del Critérium Internacional - París-Bourges - Route Adélie | 2001 - París-Camembert - Grand Prix de Villers-Cotterêts - Copa de Francia 2002 - 1 etapa del Midi Libre - Regio-Tour, más 1 etapa - Tour de Polonia, más 1 etapa 2003 - Critérium Internacional, más 1 etapa - París-Camembert - 1 etapa de la Vuelta a Castilla y León 2004 - Estrella de Bessèges, más 1 etapa - 1 etapa del Circuito de La Sarthe 2005 - París-Camembert - 2.º en el Campeonato de Francia en Ruta 2007 - 1 etapa del Tour de Luxemburgo |

## Resultados en las grandes vueltas
| Carrera         | 1993 | 1994 | 1995 | 1996 | 1997 | 1998 | 1999 | 2000 | 2001 | 2002 | 2003 | 2004 | 2005 | 2006 | 2007 |
| --------------- | ---- | ---- | ---- | ---- | ---- | ---- | ---- | ---- | ---- | ---- | ---- | ---- | ---- | ---- | ---- |
| Giro de Italia  | 27.º | 55.º | -    | -    | -    | -    | -    | -    | -    | -    | -    | -    | -    | -    | -    |
| Tour de Francia | 44.º | -    | 24.º | 18.º | 31.º | Ab.  | 77.º | -    | 23.º | 26.º | 33.º | 29.º | 28.º | Ab.  | -    |
| Vuelta a España | -    | -    | -    | -    | 19.º | 33.º | 43.º | 32.º | -    | -    | -    | -    | -    | -    | -    |
| Mundial en Ruta | -    | 52.º | -    | 28.º | 1.º  | -    | 34.º | 47.º | 46.º | 43.º | 24.º | -    | 19.º | -    | -    |

## Clasificaciones mundiales
| Año                   | 1992  | 1993 | 1994 | 1995  | 1996 | 1997 | 1998  | 1999  | 2000 | 2001 | 2002 | 2003 | 2004 | 2005 | 2006 | 2007 |
| Clasificación UCI     | 233.º | 90.º | 98.º | 124.º | 21.º | 32.º | 135.º | 125.º | 24.º | 54.º | 25.º | 24.º | 41.º |      |      |      |
| Clasificación ProTour |       |      |      |       |      |      |       |       |      |      |      |      |      | 84.º | NC   | NC   |

## Reconocimientos

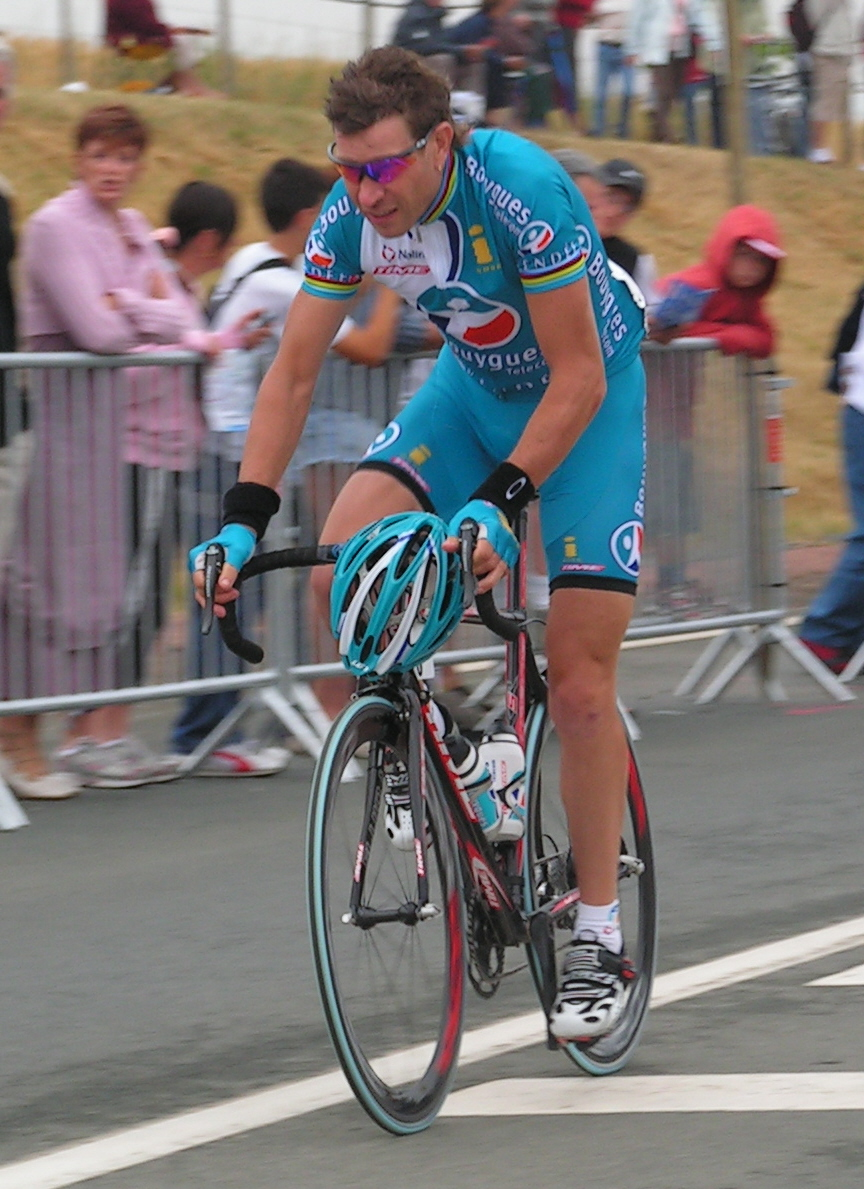
Laurent Brochard en los Campeonatos de Francia 2006

- Bicicleta de Oro Francesa (1997)

## Equipos
- Castorama (1992-1994)
- Festina (1995-1999)
- Jean Delatour (2000-2002)
- Ag2r Prévoyance (2003-2004)
- Bouygues Telecom (2005-2007)